# Una (film)
Una is een Britse film uit 2016 die geregisseerd werd door Benedict Andrews en gebaseerd werd op het toneelstuk Blackbird (2005) van schrijver David Harrower. De hoofdrollen worden vertolkt door Rooney Mara, Ben Mendelsohn en Riz Ahmed.

## Verhaal
Una is een rusteloze, jonge vrouw met een problematisch verleden. Op een dag gaat ze op zoek naar Ray, een oudere man met wie ze als jonge tiener een illegale, seksuele relatie had. De toen 40-jarige Ray werd veroordeeld voor seksueel misbruik en begon nadien, onder een andere naam, een nieuw leven.
Ray reageert geschokt wanneer de inmiddels volwassen Una op zijn werk opduikt. De jonge vrouw is op zoek naar antwoorden. Ze confronteert Ray met het verleden dat hij probeert te vergeten. Ze wil onder meer weten waarom hij haar misbruikt heeft en of hij echt gevoelens had voor haar. Daarnaast probeert Una ook haar eigen en soms tegenstrijdige emoties te vatten en verklaren. Ray is echter op zijn hoede, omdat hij niet weet wat Una's ware intenties zijn.

## Rolverdeling
- Rooney Mara – Una Spencer
- Ben Mendelsohn – Ray
- Riz Ahmed – Scott
- Tobias Menzies – Mark
- Indira Varma – Sonia
- Tara Fitzgerald – Andrea
- Ruby Stokes – Jonge Una
- Natasha Little – Yvonne
- Poppy Corby-Tuech – Poppy

## Productie
Una is een verfilming van David Harrowers toneelstuk Blackbird, dat in 2005 in première ging en in 2016 genomineerd werd voor verscheidene Tony Awards. Harrower zelf schreef het scenario voor de filmadaptatie. In november 2014 werden Rooney Mara en Ben Mendelsohn aangekondigd als hoofdrolspelers. De Australische theaterregisseur Benedict Andrews werd in dienst genomen om het verhaal te verfilmen.
Op 2 september 2016 ging de film in première op het filmfestival van Telluride.

## Trivia
- In de Broadway-productie van 2016 werden de personages Una en Ray vertolkt door respectievelijk Michelle Williams en Jeff Daniels. Beide acteurs werden genomineerd voor een Tony Award.
- Una is het filmdebuut van theaterregisseur Benedict Andrews.